# Tecnica
Tecnica är en italiensk tillverkare av alpin skidutrustning, framförallt pjäxor. Genom uppköp ingår även bland annat Nordica och Blizzard Ski i koncernen.
'''Tecnica''' är även namnet på ett band på 80-talet med Mikael Mayer som sångare.